# Kaisa Pöyry
Kaisa Pöyry, född 1818, död 1892, var en finländsk naturläkare från södra Savolax, en så kallad klok gumma. Pöyry var på sin tid en framstående person i Kristina där hon verkade, men ryktet om hennes kunnande spred sig även utsocknes.